# Arthur Smith (Treinador de Futebol Americano, nascido em 1982)
Arthur William Smith (nascido em 27 de Maio de 1982) é um treinador de futebol americano que ocupou recentemente a posição de treinador principal do Atlanta Falcons na National Football League (NFL) durante as temporadas de 2021 a 2023. Anteriormente, Smith desempenhou a função de assistente técnico no Tennessee Titans, sendo seu último cargo o de coordenador ofensivo, antes de assumir como treinador principal dos Falcons em 2021. Foi decidido encerrar a colaboração com Smith por parte da equipe de Atlanta em 8 de janeiro de 2024.

## Primeiros Anos e Trajetória como Atleta
Smith nasceu em Memphis, Tennessee, em 27 de Maio de 1982. Seu pai é Frederick W. Smith, fundador da FedEx. Frederick W. Smith.
Smith frequentou a Georgetown Preparatory School em North Bethesda, Maryland, onde jogou na linha ofensiva e foi capitão da equipe. Ele também teve participação como tackle defensivo. Smith também participou de atletismo, lacrosse e basquete. Ao longo de sua carreira no ensino médio, Smith foi selecionado para a primeira equipe All-State na linha ofensiva, conquistando duas vezes o título de All-Conference e, posteriormente, sendo nomeado para a primeira equipe All-Metro pelo The Washington Post.
Smith atuou como guard pela Universidade da Carolina do Norte de 2001 a 2005. Ele foi um calouro com dispensa de participação em 2001. Smith jogou apenas uma partida na temporada de 2002, pois foi diagnosticado com um problema no pé e não participou do restante da temporada. Smith passou por uma cirurgia no pé em janeiro de 2003 e ficou de fora da temporada inteira de 2003. Ele teve pouca participação em 2004 e em 2005. Após concluir seus estudos em 2006, Smith tornou-se assistente de pós-graduação na Universidade da Carolina do Norte.

## Carreira como treinador

### Início de Carreira
Smith iniciou sua carreira como treinador na NFL em 2007, quando se tornou treinador de controle de qualidade defensiva do Washington Redskins. Seu pai, o fundador da FedEx, Frederick W. Smith, era um dos proprietários minoritários da equipe.
Smith permaneceu nessa posição até 2008. Em 2010, Smith foi contratado como estagiário defensivo e assistente administrativo para Ole Miss.

### Tennessee Titans

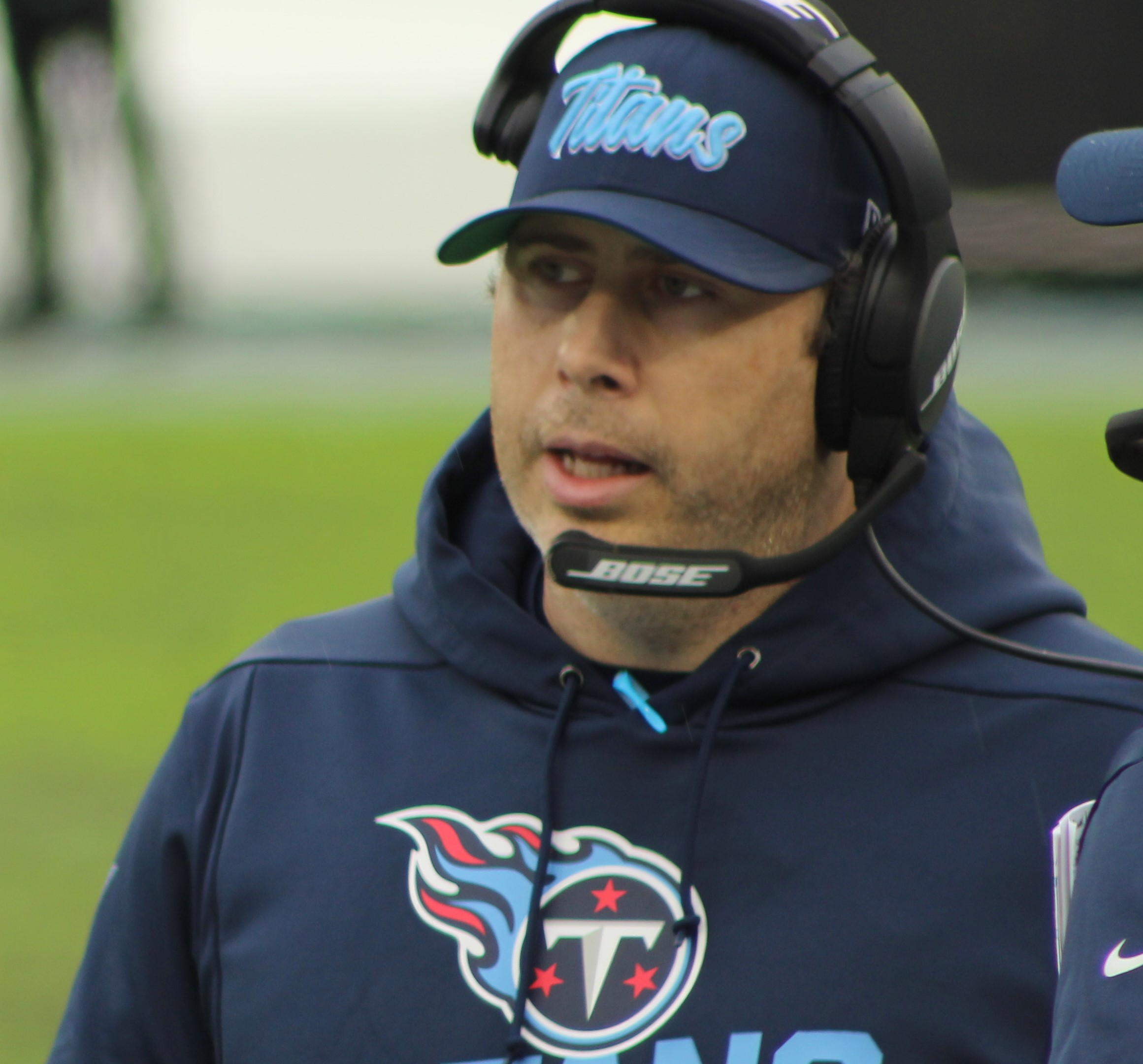
Smith em 2019

Em 2011, Smith foi contratado como treinador de controle de qualidade defensiva pelo Tennessee Titans, sob o comando do novo treinador principal Mike Munchak. Posteriormente, Smith assumiu a função de treinador de qualidade ofensiva na temporada de 2012. Em 2013, ele foi promovido a treinador assistente de linha ofensiva e assistente de tight ends. Após a temporada de 2013, Munchak foi demitido, e o novo treinador principal, Ken Whisenhunt, manteve Smith como treinador assistente de tight ends. Na metade da temporada de 2015, Whisenhunt foi demitido e substituído pelo treinador de tight ends, Mike Mularkey.
Mularkey permaneceu como treinador principal na temporada de 2016, mantendo Smith como treinador de tight ends. Quando Mularkey foi demitido após a temporada de 2017, o novo treinador principal Mike Vrabel manteve Smith como treinador de tight ends para 2018.
Em 21 de janeiro de 2019, Smith foi promovido a coordenador ofensivo, substituindo Matt LaFleur, que havia deixado o cargo para se tornar treinador principal do Green Bay Packers duas semanas antes.
  Em seu primeiro ano como coordenador ofensivo, Smith supervisionou a equipe dos Titans com a maior pontuação em 16 anos, com Derrick Henry, Ryan Tannehill e Jonnu Smith tendo anos de destaque em suas carreiras. Smith foi elogiado pela sua estratégia de jogo na vitória por 28 a 12 dos Titans sobre o principal cabeça de chave, Baltimore Ravens, na Rodada Divisional da AFC.

### Atlanta Falcons
Em 15 de janeiro de 2021, Smith foi contratado para se tornar o treinador principal do Atlanta Falcons.

#### Temporada 2021
Em 12 de setembro de 2021, Smith sofreu uma derrota em sua estreia como treinador principal contra o Philadelphia Eagles, com um placar de 32–6. Em 26 de setembro de 2021, Smith conquistou sua primeira vitória na carreira como treinador principal, vencendo o New York Giants por 17–14. Em 9 de janeiro de 2022, Smith e os Falcons perderam para o New Orleans Saints no último jogo da temporada, com um placar de 30–20, encerrando a temporada com um recorde de 7–10. Os Falcons terminaram em terceiro lugar na NFC South e não se classificaram para os playoffs.

#### Temporada 2022
Em sua segunda temporada, Smith conduziu os Falcons a um recorde de 7–10. A equipe ficou em quarto lugar na NFC South, e os Falcons não se classificaram para os playoffs.

#### Temporada 2023
Arthur Smith foi amplamente criticado por vários veículos de mídia ao longo da temporada por não conseguir aproveitar jogadores altamente draftados. Os Falcons encerraram a temporada de 2023 com seu terceiro recorde consecutivo de 7–10 sob o comando de Smith. Isso também estendeu a sequência dos Falcons de não se classificarem para os playoffs para seis temporadas consecutivas. Em 8 de janeiro de 2024, os Falcons o demitiram.

## Registo como Treinador Principal
| Equipe | Ano   | Temporada regular | Temporada regular | Temporada regular | Temporada regular | Temporada regular | Pós-temporada | Pós-temporada | Pós-temporada | Pós-temporada |
| Equipe | Ano   | Vitórias          | Derrotas          | Empates           | % de ganhos       | Colocação         | Vitórias      | Derrotas      | % de ganhos   | Resultado     |
| ------ | ----- | ----------------- | ----------------- | ----------------- | ----------------- | ----------------- | ------------- | ------------- | ------------- | ------------- |
| ATL    | 2021  | 7                 | 10                | 0                 | .412              | 3º na NFC Sul     | -             | -             | -             | -             |
| ATL    | 2022  | 7                 | 10                | 0                 | .412              | 4º na NFC Sul     | -             | -             | -             | -             |
| ATL    | 2023  | 7                 | 10                | 0                 | .412              | 3º na NFC Sul     | -             | -             | -             | -             |
| Total  | Total | 21                | 30                | 0                 | .412              |                   | 0             | 0             | .000          |               |

## Vida pessoal
Smith e sua esposa, Allison, residem em Atlanta, Geórgia, com seus três filhos, Tanner, Sophie e William. O pai de Smith é o fundador e ex-CEO da FedEx, Frederick W. Smith. Ele tem nove irmãos, incluindo as irmãs Windland Smith Rice e Molly Smith.